# Goodman (Missouri)
Goodman és una població dels Estats Units a l'estat de Missouri. Segons el cens del 2000 tenia 1.183 habitants.

## Demografia
Segons el cens del 2000, Goodman tenia 1.183 habitants, 454 habitatges, i 319 famílies. La densitat de població era de 356,8 habitants per km².
Dels 454 habitatges en un 35% hi vivien nens de menys de 18 anys, en un 52,6% hi vivien parelles casades, en un 10,6% dones solteres, i en un 29,7% no eren unitats familiars. En el 26,2% dels habitatges hi vivien persones soles el 13,7% de les quals corresponia a persones de 65 anys o més que vivien soles. El nombre mitjà de persones vivint en cada habitatge era de 2,57 i el nombre mitjà de persones que vivien en cada família era de 3,06.
Per edats la població es repartia de la següent manera: un 28,2% tenia menys de 18 anys, un 7,8% entre 18 i 24, un 26,7% entre 25 i 44, un 22,5% de 45 a 60 i un 14,8% 65 anys o més.
L'edat mediana era de 36 anys. Per cada 100 dones de 18 o més anys hi havia 93 homes.
La renda mediana per habitatge era de 26.349 $ i la renda mediana per família de 29.728 $. Els homes tenien una renda mediana de 26.250 $ mentre que les dones 21.364 $. La renda per capita de la població era d'11.052 $. Entorn del 14,8% de les famílies i el 18,3% de la població estaven per davall del llindar de pobresa.

## Poblacions més properes
El següent diagrama mostra les poblacions més properes.